# Patrimoine médiéval juif d'Erfurt
Le patrimoine médiéval juif d'Erfurt est un ensemble de trois édifices d'Allemagne construits dans la vieille ville d'Erfurt, et inscrits au patrimoine mondial depuis 2023. Le bien inclut :
- la synagogue d'Erfurt, la plus vieille synagogue d'Europe ;
- le mikvé d'Erfurt (de), un bain rituel redécouvert en 2007 ;
- la maison de pierre (de), un édifice résidentiel du XIIIe siècle qui a toujours appartenu à des Juifs jusqu'à l'époque contemporaine.

## Historique
L'Allemagne inscrit le 15 février 2015 une proposition intitulée Old Synagogue and Mikveh in Erfurt – Testimonies of everyday life, religion and town history between change and continuity (« Vieille synagogue et mikvé d'Erfurt - témoignages de la vie quotidienne, de la religion et de l'histoire de la ville entre changement et continuité ») sur sa liste indicative, préalable nécessaire à tout examen d'inscription.
Le bien est inscrit au patrimoine mondial en juillet 2023, lors de la 45e session du Comité.

## Sites
Le bien inscrit comprend trois sites.
| N°       | Édifice               | Coordonnées                  | Illus. |
| -------- | --------------------- | ---------------------------- | ------ |
| 1656-001 | Synagogue d'Erfurt    | 50° 58′ 43″ N, 11° 01′ 45″ E |        |
| 1656-002 | Mikvé d’Erfurt (de)   | 50° 58′ 44″ N, 11° 01′ 49″ E |        |
| 1656-003 | Maison de pierre (de) | 50° 58′ 42″ N, 11° 01′ 48″ E |        |